# Габрелянов, Артём Арамович
Артём Ара́мович Габреля́нов (род. 9 февраля 1987, Ульяновск, Россия) — российский предприниматель, основатель издательства Bubble Comics, сценарист, продюсер, автор комиксов и графических романов «Бесобой», «Майор Гром» и других.

## Биография

### Ранние годы
Родился в Ульяновске 9 февраля 1987 года, в семье советских журналистов Арама Ашотовича Габрелянова и Галины Александровны Колесовой. В 1996 году вместе с семьёй переехал в Москву. Является старшим братом российского предпринимателя Ашота Габрелянова.
В 2004 году окончил частную школу «Эрудит». В 2009 году окончил кафедру новых медиа и теории коммуникации факультета журналистики МГУ.
С 2006 по 2008 год занимался студенческим журналом «Exclusive». Также в 2006—2009 годах работал в журнале PSM. С 2007 года был редактором Life и писал статьи для Men’s Health, а также для сайта Spidermedia.ru. В 2008—2010 годах писал статьи для развлекательного журнала FHM. По собственному признанию, работал журналистом с 11 класса. Габрелянов хотел поступить во ВГИК, чтобы стать кинорежиссёром и заниматься кино, но его не взяли. Тем не менее, Габрелянов всё равно хотел создавать собственные истории, поэтому и начал заниматься комиксами. Выбор комиксов был обусловлен тем, что они как искусство во многом похожи на кино, но при этом бюджет на спецэффекты ограничен только фантазией автора.

### Bubble Comics
Основал в 2011 году Bubble Comics как подразделение медиакомпании «News Media Holdings». В этом же году выпускал журнал сатирических комиксов Bubble («Брюс Не Могущий», «Дик Адекват», «ГастарбАниме», «Господин Полицейский», «Барри Полюбасов» и другие), в которых высмеивалась общественная жизнь, политика и шоу-бизнес. В журнал инвестировал отец — Арам Габрелянов, но издание не завоевало популярности и выходило меньше года. Впоследствии Арам оправдывал неудачу с журналом «жизненным опытом». Со временем Артём Габрелянов решил, что издательству стоит отказаться от юмористических комиксов в пользу приключенческих и супергеройских.
Артём Габрелянов вместе с главным редактором Bubble Comics Романом Котковым планировали создавать киноадаптации собственных комиксов ещё с начала истории издания. В компании начался процесс разработки первой экранизации по собственным комиксам. По словам Габрелянова, ему поступали предложения от телекомпаний и продюсеров, хотя в Bubble решили заниматься созданием картины собственными силами, мотивируя это «имением полного контроля над творческим процессом» и опытом Marvel Comics: ещё до создания собственного киноподразделения Marvel продавала лицензии на своих персонажей сторонним киностудиям, однако впоследствии в издательстве решили заниматься созданием экранизаций собственноручно, основав Marvel Studios.
Последовав их примеру, в Bubble было принято решение заняться основанием собственного киноподразделения, Bubble Studios, на которое ложилась бы ответственность за создание фильмов по комиксам издательства. В компании было разработано расписание на несколько лет вперёд, по итогам которого за десять лет киностудия должна была снять семь экранизаций своих комиксов. Перед тем как начать создание полнометражных фильмов, Габрелянов посчитал нужным в первую очередь попробовать силы и возможности студии в коротком метре, сделав первым проектом Bubble Studios короткометражку «Майор Гром», изначально рассчитанную на семь минут.

## Личная жизнь и взгляды
На подкасте с блогером Ануаром Тлегеновым («ANOIR») Габрелянов заявил, что, хотя ему иногда приписывают прокремлёвскую позицию из-за прокремлёвской позиции его отца, его собственная позиция провластной не является, и на этой почве у него с отцом неоднократно в течение жизни даже случались горячие споры. По его словам, он разочарован как в российской власти, так и в либеральной оппозиции, и у Bubble возникали разногласия и с теми, и с другими. Габрелянов заявлял, что из политических взглядов ему ближе всего позиция Демократической партии США.

## Фильмография
| Год  | Название                  | Сценарист | Продюсер  |
| ---- | ------------------------- | --------- | --------- |
| 2017 | Майор Гром                | зелёная ✓ | зелёная ✓ |
| 2017 | Майор Гром: Самолётики    | зелёная ✓ | зелёная ✓ |
| 2021 | Майор Гром: Чумной Доктор | зелёная ✓ | зелёная ✓ |
| 2026 | Фурия                     |           | зелёная ✓ |